# 三民路 (鳳山區)
三民路（Sanmin Rd.）為高雄市鳳山區的一般道路，南起於鳳山區中山路，於三民路44巷口轉為東西向，並於雙慈街口再度轉為南北向，最後往北止於光遠路口。因三民路沿線家具及佛具店林立，又被稱為「家具街」。

## 行經行政區域
- 鳳山區

## 沿線設施
（由東至西）
- 鳳山龍山寺
- 鳳山家具街
- 彰化銀行鳳山分行
- 鳳山雙慈殿
- 中華郵政高雄三民路郵局
- 三民停車場
- 多那之咖啡鳳山光遠門市

## 相關連結
- 高雄市主要道路列表